# Gholam Reza Aghazadeh

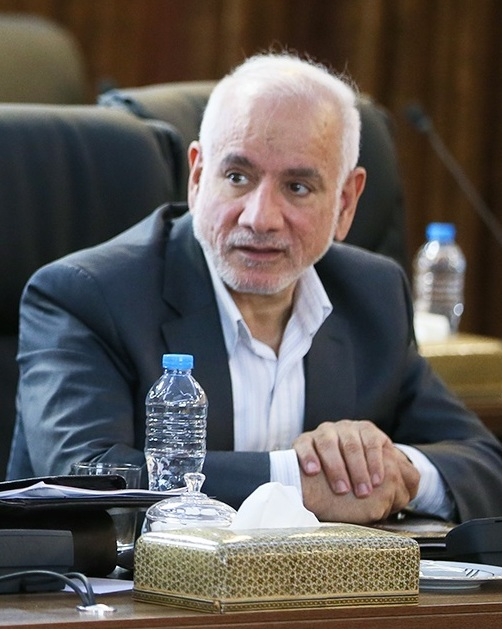
Gholam Reza Aghazadeh (2018)

Gholam Reza Aghazadeh (persisch غلامرضا آقازاده anhörenⓘ; * 15. März 1949 in Choy) ist ein iranischer Politiker, Vizepräsident des Iran und war von 1997 bis zum 16. Juli 2009 Leiter der iranischen Atomenergieorganisation (AEOI). Zuvor war er von 1985 bis 1997 für das Erdöl-Ministerium zuständig.
In einem Interview mit der Financial Times Deutschland im Jahre 2005 sagte Aghazadeh: „der Iran sei nicht bereit, mit der EU über eine dauerhafte Suspendierung der Urananreicherung zu verhandeln. […] Wir erwarten von den europäischen Ländern, dass sie ihre Zusagen einhalten und Nukleartechnologie transferieren sowie die Urananreicherung im Iran autorisieren.“
In einem Interview am 13. April 2006 gab Aghazadeh gegenüber dem iranischen Fernsehen an, dass der Iran bereits 110 Tonnen Uranhexafluorid zur Uran-Anreicherung hergestellt hätte.
Aghazadeh steht nach dem Beschluss des Rates der EU vom 23. April 2007 zur Durchführung von Artikel 7 Absatz 2 der Verordnung (EG) Nr. 423/2007 über restriktive Maßnahmen gegen Iran auf der „schwarzen Liste“.